# Suicide à l'écossaise
Suicide à l'écossaise — The Case of the Constant Suicides, dans l'édition originale en anglais — est un roman policier américain de John Dickson Carr publié en 1941. C'est le 13e roman de la série mettant en scène le personnage du Dr Gideon Fell.  Le roman contient une énigme en chambre close.

## Résumé
Dans un train qui file vers l'Écosse, Alan et Kathryn Campbell, des cousins éloignés, font connaissance.  Ils sont tous deux en route pour le manoir de Shira, non loin du Loch Fyne, propriété de leur oncle Angus qui vient de se suicider en se défenestrant depuis la plus haute tour de sa demeure.  L'homme s'était enfermé à double tour et semble s'être jeté dans le vide de son plein gré. Toutefois, une cage à chien au grillage fin, trouvée vide sous le lit au moment de l'ouverture de la chambre close, laisse croire qu'elle aurait pu contenir quelque chose - mais quoi ? - qui aurait pu effrayer le vieillard et le pousser à commettre l'irréparable.  
Il faut dire que le manoir baigne dans une atmosphère lugubre que ressentent les deux cousins peu après leur arrivée.  Une silhouette est même aperçue à la fenêtre de la tour. N'écoutant que son courage, Colin, le fils aîné de l'oncle Campbell, décide de braver le maléfice en passant une nuit, seul, dans la chambre du drame.  Au matin, il gît, presque mort, sur les créneaux des remparts. Pour éviter que la légende maudite ne fasse d'autres victimes, le Dr Gideon Fell, appelé en renfort, doit éclaircir au plus vite le mystère.

## Éditions
Édition originale en anglais
- (en) John Dickson Carr, The Case of the Constant Suicides, New York, Harper, 1941

Éditions françaises
- (fr) John Dickson Carr (auteur) et Adrienne Perroy (traducteur), Suicide à l'écossaise [« The Case of the Constant Suicides »], Genève, Ditis, coll. « Détective-club - Suisse no 13 », 1946
- (fr) John Dickson Carr (auteur) et Adrienne Perroy (traducteur), Suicide à l'écossaise [« The Case of the Constant Suicides »], Paris, Ditis, coll. « Détective-club - France no 10 », 1947, 192 p.
- (fr) John Dickson Carr (auteur) et Christiane Poulain (traducteur) (trad. de l'anglais), Suicide à l'écossaise [« The Case of the Constant Suicides »], Paris, Librairie des Champs-Élysées, coll. « Le Masque. Les Maîtres du roman policier.  no 1735 », 25 janvier 1984, 156 p. (ISBN 2-7024-1507-5, BNF 34743891)
- (fr) John Dickson Carr (auteur) et Christiane Poulain (traducteur) (trad. de l'anglais), Suicide à l'écossaise « in » J.D. Carr, vol. 6 : Dr. Fell [« The Case of the Constant Suicides »], Paris, Librairie des Champs-Élysées, coll. « Les Intégrales du Masque. », 2000, 916 p. (ISBN 2-7024-2961-0, BNF 37196849) Ce volume omnibus réunit les romans suivants : Meurtre après la pluie, Un fantôme peut en cacher un autre, Suicide à l'écossaise, Le juge Ireton est accusé + nouvelles et pièces radiophoniques.
- (fr) John Dickson Carr (auteur) et Christiane Poulain (traducteur) (trad. de l'anglais), Suicide à l'écossaise [« The Case of the Constant Suicides »], Paris, Librairie des Champs-Élysées, coll. « Le Club des Masques no 635 », 1994, 156 p. (ISBN 2-7024-9108-1, BNF 35834652)

## Adaptation
- 1961 : Los suicidios constantes, mini-série argentine, adaptation de Suicide à l'écossaise.

## Sources
- Jacques Baudou et Jean-Jacques Schleret, Les Métamorphoses de la chouette, Paris, Futuropolis, 1986, p. 51-53.
- Roland Lacourbe, John Dickson Carr : scribe du miracle. Inventaire d'une œuvre, Amiens, Encrage, 1997, p. 56.